# Катеринівка (Божедарівська селищна громада)
Катери́нівка — село в Україні, у Божедарівській селищній громаді Кам'янського району Дніпропетровської області.
Населення — 65 мешканців.

## Географія
Село Катеринівка знаходиться на відстані 0,5 км від селища Сорокопанівка і за 1,5 км від сіл Благословенна і Поляна. Поруч проходить залізниця, зупинний пункт Сорокопанівка за 1 км.

## Історія

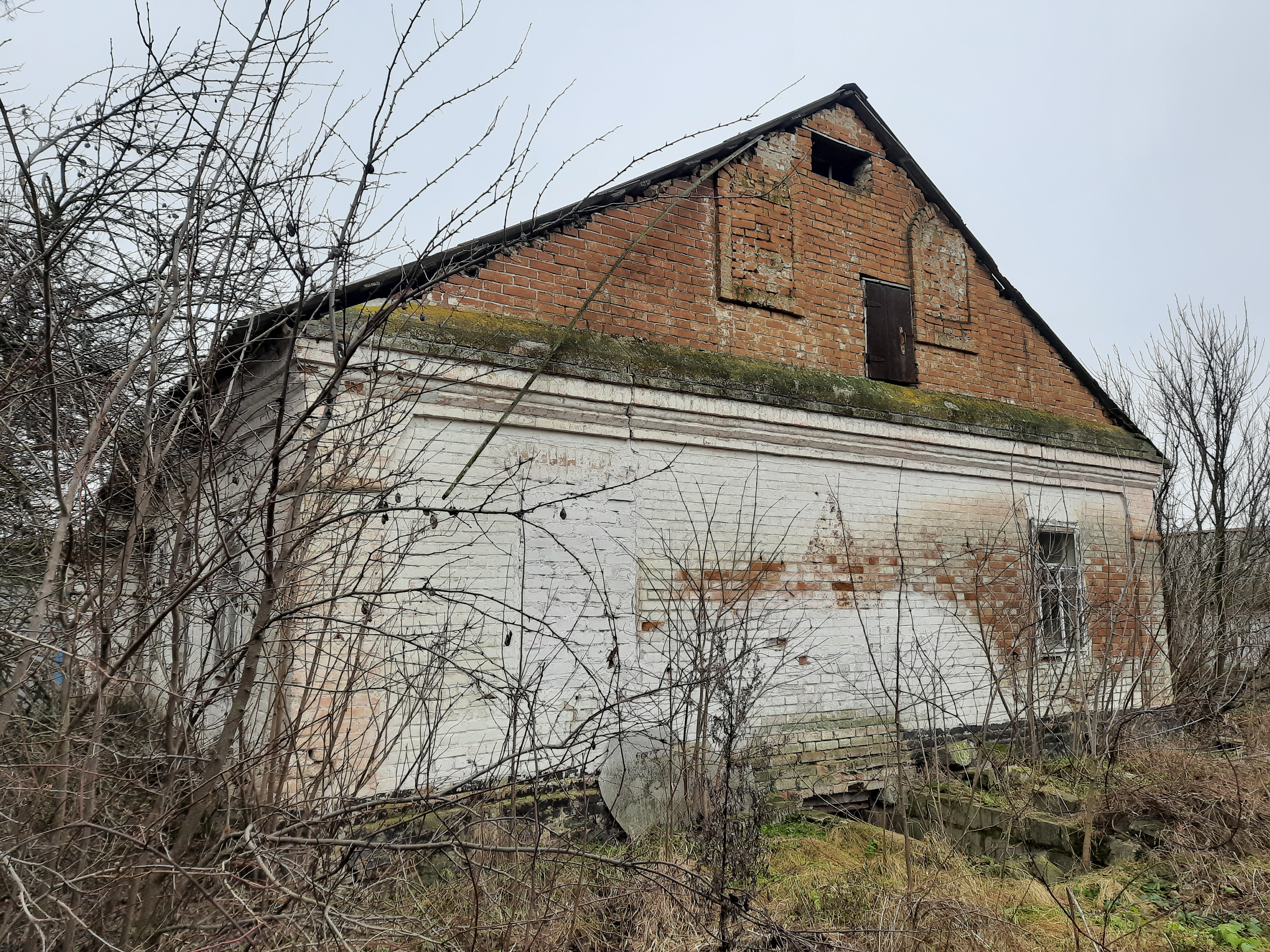
Будинок першопоселенців-менонітів (2021)

У 1889 році материнська колонія Хортиця викупила у землевласника Милорадовича 1000 га землі, тут оселилися 13 сімей їхніх безземельних селян, нове поселення отримало назву Катеринівка (доньку землевласника звали Катериною).
В 1892 році було відкрито німецьку церковно-парафіальну школу.
В 1908 році в колонії Катеринівці Олександрівської волості Верхньодніпровського повіту налічувалось 12 дворів, 73 особи.
7 (20) листопада 1917 року, відповідно до Третього Універсалу Української Центральної Ради, увійшло до складу Української Народної Республіки.  
В 1925 в колонії Катеринівці Божедарівського району Криворізької округи налічувалось 22 господарства, 106 осіб.
Перед початком німецько-радянської війни в 1941 році населення складало 54 родини, 253 особи, в тому числі: німців - 50 родин, 240 осіб (95%), українців - 4 родини, 13 осіб.
В 1942 році в селі Катеринівці Божедарівського району Верхньодніпровського ґебіту генеральної округи Дніпропетровськ Райхскомісаріату Україна населення складало 74 родин, 277 осіб, в тому числі німців - 47 родин, 220 осіб (80%), українців - 27 родин, 57 осіб (20%).

## Населення

### Мова
Розподіл населення за рідною мовою за даними перепису 2001 року:
| Мова       | Відсоток |
| ---------- | -------- |
| українська | 100 %    |

## Відомі люди
- Нар. Кривохатько Вадим Вікторович - юрист, меценат.